# 金香美
金香美（韓語：김향미，1979年9月19日—），朝鲜女子乒乓球运动员。她在2004年雅典奥运会中，参加了女子乒乓球比赛，并获得女子乒乓球比赛单打银牌。她也曾获得2002年亚洲运动会女子团体冠军。